# Ulises Saucedo
Ulises Saucedo, né le 3 mars 1896 et mort le 21 novembre 1963, est un ancien sélectionneur et arbitre bolivien. 

## Biographie
Ulises Saucedo participa à la première édition de la Coupe du monde de football en 1930. Sélectionneur de la Bolivie, il dirigea cette équipe mais elle fut corrigée 4-0 à deux reprises (par la Yougoslavie et par le Brésil), et par conséquent, est éliminée dès le premier tour.
De plus, il fut arbitre à l'occasion de ce mondial, lors d'un match du premier tour entre l'Argentine et le Mexique (6-3). Il fut un des deux arbitres assistants lors de la finale Argentine-Uruguay.